# Карста Лоув
Карста Лоув (англ. Karsta Lowe, нар. 2 лютого 1993) — американська волейболістка, бронзова призерка Олімпійських ігор 2016 року.

## Виступи на Олімпіадах
| Олімпіада           | Дисципліна | Місце |
| ------------------- | ---------- | ----- |
| Ріо-де-Жанейро 2016 | волейбол   | 3     |

## Зовнішні посилання
- Карста Лоув — олімпійська статистика на сайті Sports-Reference.com (англ.) (архівна версія)
- Karsta Lowe (англійська) . WorldofVolley. Архів оригіналу за 27 січня 2022. Процитовано 27 січня 2022. {{cite web}}: Недійсний |url-status=no (довідка)
- Karsta Lowe (англійська) . women.volleybox.net. Архів оригіналу за 27 січня 2022. Процитовано 27 січня 2022. {{cite web}}: Зовнішнє посилання в |publisher= (довідка); Недійсний |url-status=no (довідка)
- Karsta Lowe (італійська) . Lega Pallavolo Serie A Femminile. Архів оригіналу за 19 жовтня 2016. Процитовано 27 січня 2022. {{cite web}}: Зовнішнє посилання в |publisher= (довідка); Недійсний |url-status=no (довідка)
- Karsta Lowe (англійська) . CEV. Архів оригіналу за 27 січня 2022. Процитовано 27 січня 2022. {{cite web}}: Недійсний |url-status=no (довідка)
- Karsta Lowe (англійська) . Team USA. Архів оригіналу за 27 січня 2022. Процитовано 27 січня 2022. {{cite web}}: Зовнішнє посилання в |publisher= (довідка); Недійсний |url-status=no (довідка)
- Karsta Lowe (англійська) . USA Volleyball. Архів оригіналу за 27 січня 2022. Процитовано 27 січня 2022. {{cite web}}: Зовнішнє посилання в |publisher= (довідка); Недійсний |url-status=no (довідка)